# Psitaleia

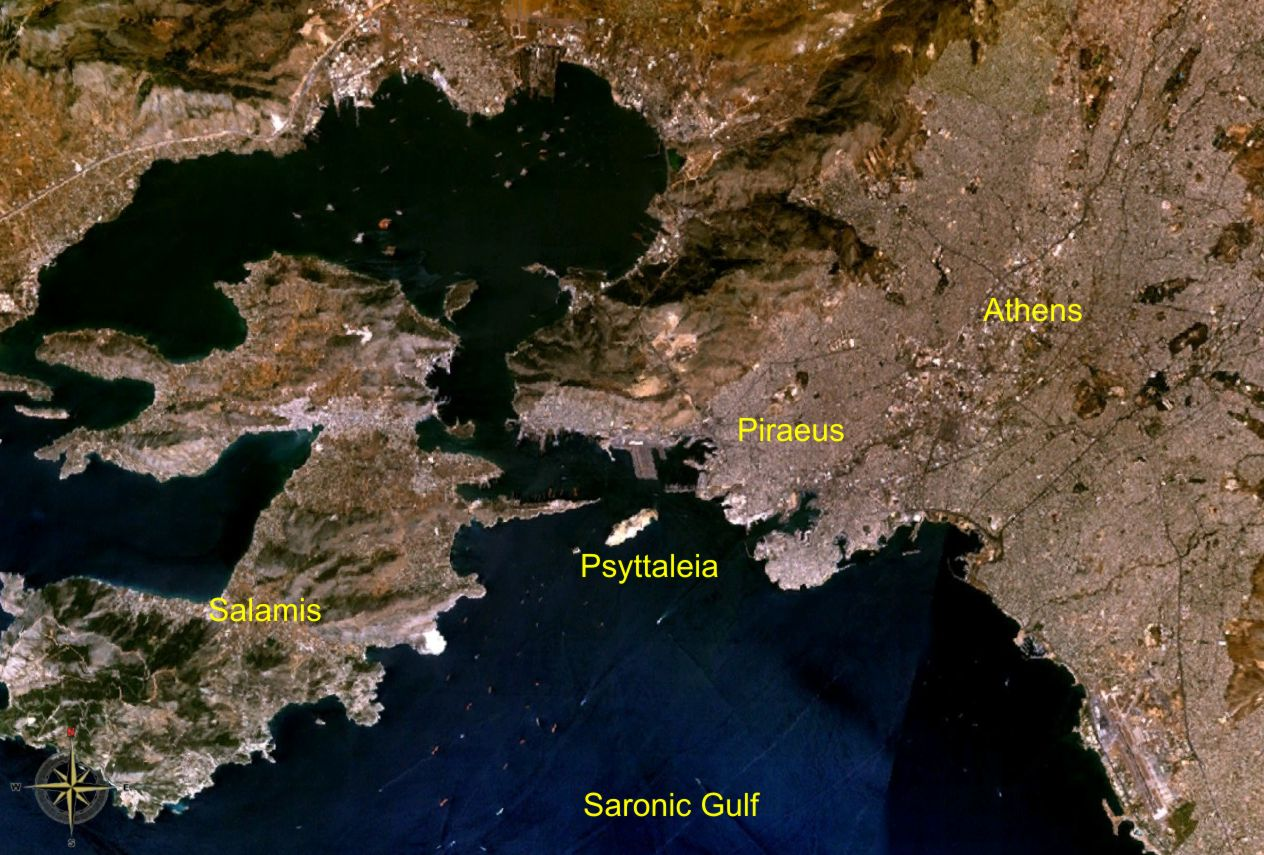
Localização de Psitaleia

Psitaleia (em grego: Ψυττάλεια; romaniz.: Psyttáleia) é uma ilha inabitada no Golfo de Corinto, a 2,2 km ao sul da costa de Ceratsini, um subúrbio do Pirei, na Grécia. Abrange uma área de 0,375 km². A ilha abriga a maior instalação de tratamento de esgotos na Europa, com uma projecção de capacidade máxima diária de 750 toneladas de esgoto. A administração é parte do município do Pireu.

## História
Durante a Batalha de Salamina, a ilha, localizada no estreito de Salamina, estava ocupada pelos persas. Aristides, o Justo, levou os soldados mais ardentes e aguerridos, em pequenos barcos, desembarcou na ilha, e lutou contra os bárbaros, matando ou capturando todos. Dentre eles, foram capturados três filhos de Sandauce, irmã do rei, que foram enviados a Temístocles.
Temístocles, obedecendo a algum oráculo, os sacrificou a Dionísio Omestes. Aristides manteve a ilha cercada pelos seus hoplitas, para que nenhum aliado perecesse, e nenhum inimigo escapasse, já que a parte mais acirrada da batalha naval ocorria próxima da ilha.